# Architecture médiévale
 (juillet 2024).
Si vous disposez d'ouvrages ou d'articles de référence ou si vous connaissez des sites web de qualité traitant du thème abordé ici, merci de compléter l'article en donnant les références utiles à sa vérifiabilité et en les liant à la section « Notes et références ».
L'architecture médiévale est une architecture appartenant au Moyen Âge, qui comprend des bâtiments religieux, civils et militaires. Les styles au fil de l'histoire comprennent le pré-roman, le roman et le gothique. Si la plupart des vestiges de l'architecture médiévale se trouvent dans les églises et les châteaux, il existe des exemples d'architecture civile et domestique dans toute l'Europe, dans les manoirs, les hôtels de ville, les aumôneries, les ponts et les maisons résidentielles.

## Catégories

### Architecture religieuse

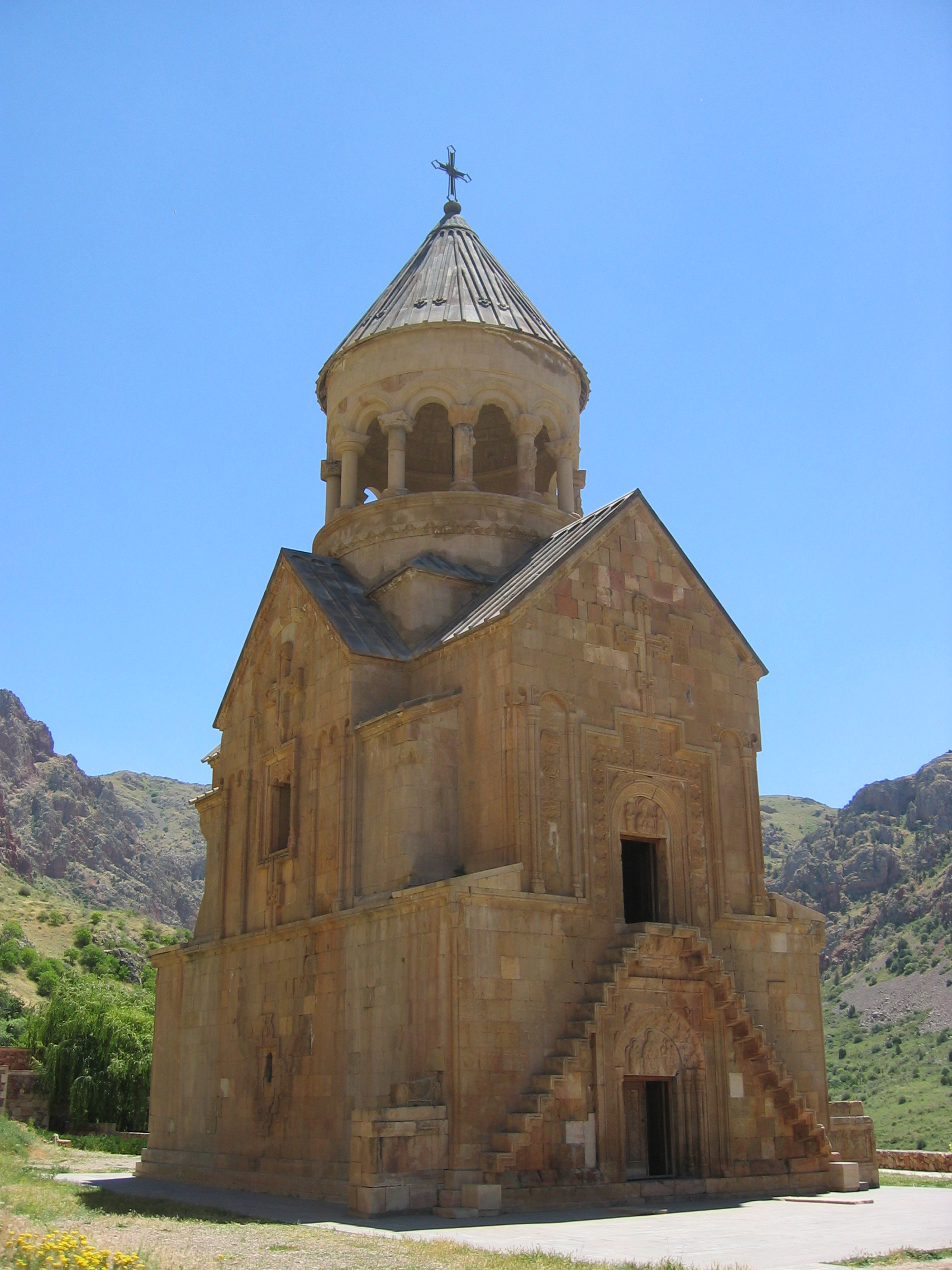
Monastère arménien de Noravank, XIIIe siècle

Le plan en croix latine, courant dans l'architecture ecclésiastique médiévale, prend pour modèle principal la basilique romaine avec des développements ultérieurs. Il se compose d'une nef, de transepts, et l'autel se dresse à l'extrémité est (voir schéma des cathédrales). De même, les cathédrales influencées ou commandées par Justinien emploient le style byzantin avec des dômes et une croix grecque, l'autel étant situé dans le sanctuaire à l'est de l'église.

### Architecture militaire
Les exemples survivants d'architecture séculaire médiévale servaient principalement à la défense. Les châteaux et les murs fortifiés sont les exemples non religieux les plus remarquables de l'architecture médiévale. Les fenêtres ont gagné une forme de croix pour fournir un ajustement parfait pour un arbalétrier pour tirer en sécurité sur les envahisseurs depuis l'intérieur. Les murs crénelés (créneaux) offraient des abris aux archers sur les toits pour se couvrir lorsqu'ils ne tiraient pas sur les envahisseurs.

### Architecture civile
Si la plupart des vestiges de l'architecture médiévale sont religieux ou militaires, on trouve des exemples d'architecture civile et même domestique[C'est-à-dire ?] dans toute l'Europe. On peut citer les manoirs, les hôtels de ville, les aumôneries, mais aussi les maisons résidentielles et hôtels particuliers. Parmi les édifices publics : four, lavoir, moulin, pont, puits.

## Styles

### Pré-roman

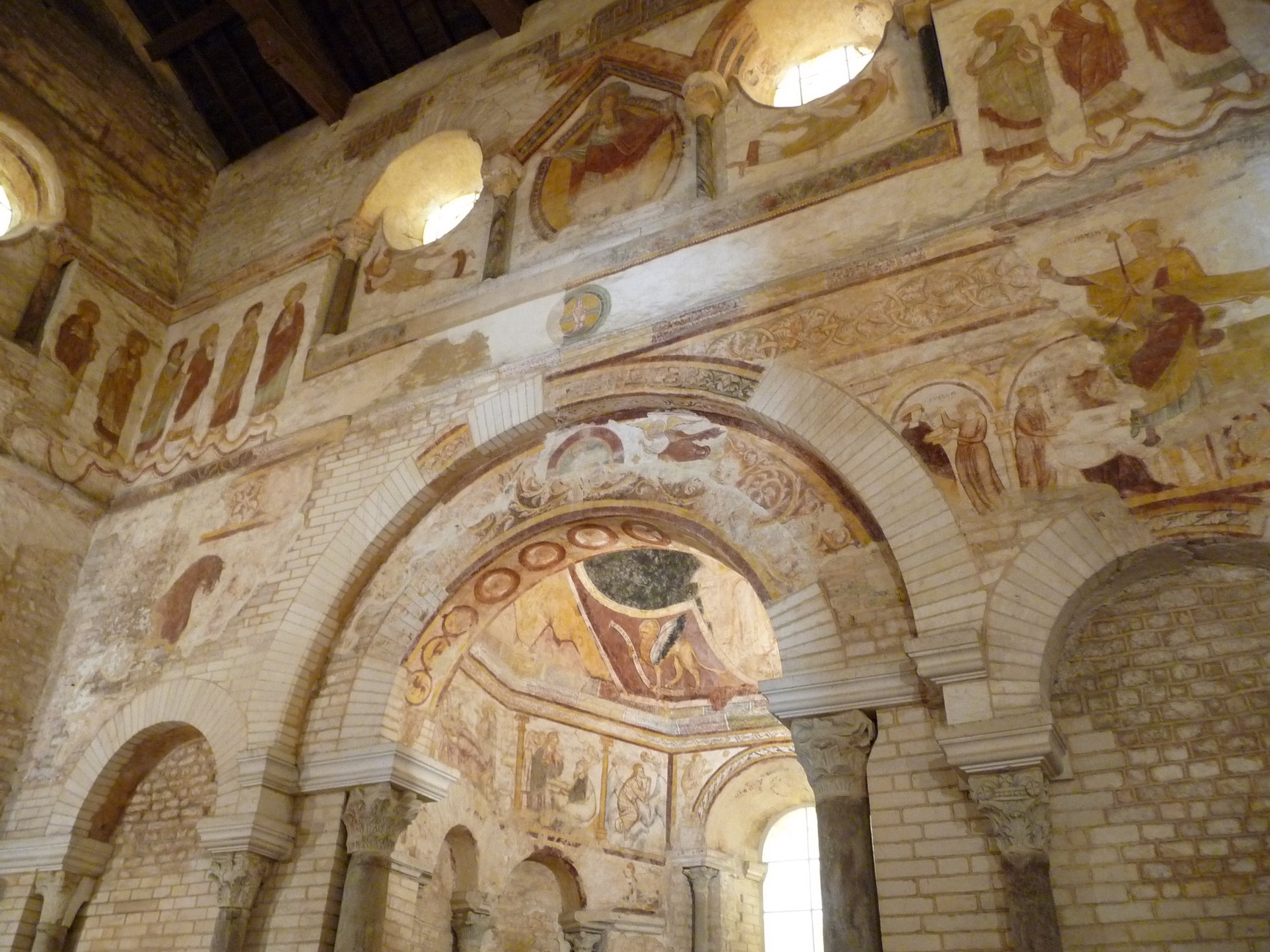
Baptistère Saint-Jean de Poitiers (architecture mérovingienne).

L'architecture européenne du haut Moyen Âge peut être divisée en architecture paléochrétienne, architecture romane, architecture religieuse russe, architecture nordique, architecture préromane comprenant mérovingienne, carolingienne, ottonienne et asturienne notamment. Il n'y a cependant pas de style uniforme dans l'ensemble européen avant le XIe siècle.

### Roman

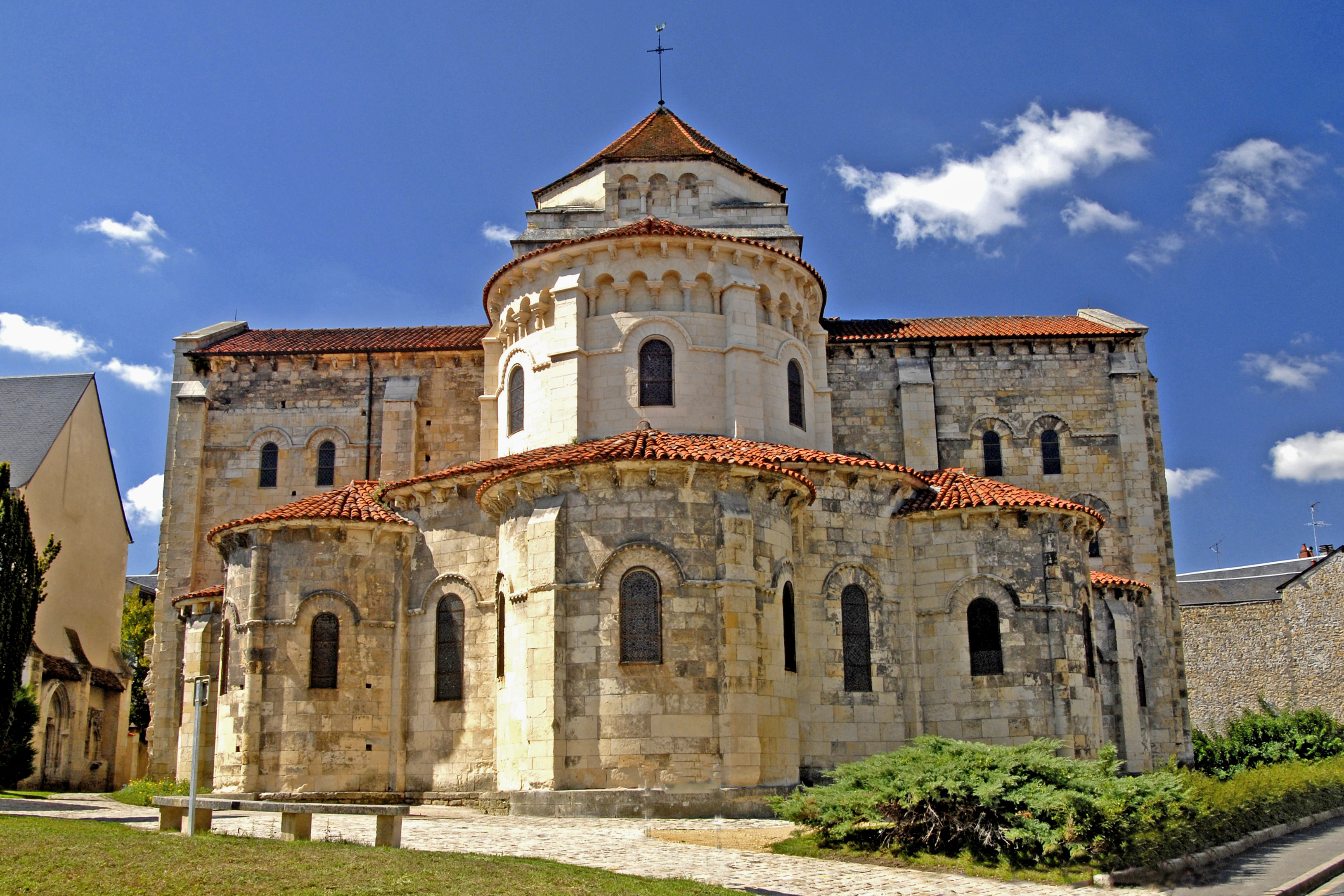
Église Saint-Étienne de Nevers (architecture romane).

L'architecture romane, répandue dans l'Europe médiévale pendant les XIe et XIIe siècles, était le premier style paneuropéen depuis l'architecture impériale romaine et on trouve des exemples dans chaque partie du continent. Le terme n'était pas contemporain de l'art qu'il décrit, mais est plutôt une invention de l'érudition moderne basée sur sa similarité avec l'architecture romaine dans les formes et les matériaux. L'art roman se caractérise par l'utilisation d'arcs ronds ou légèrement pointus, de voûtes en berceau et de piliers cruciformes soutenant les voûtes. Les bâtiments romans sont largement connus dans toute l'Europe.
Ce style est parfois appelé anglo-normand, bien qu'il se poursuive sous les souverains angevins et plantagenêts. Les motifs d'origine romaine étaient communs aux styles architecturaux normands et anglo-saxons. Bien qu'elle soit généralement qualifiée de « romane », cette période architecturale peut désormais être divisée en deux étapes. La première étape, de 1070 à 1100, a vu le style émerger lors de la reconstruction de nombreuses grandes églises, cathédrales et monastères (les exemples qui subsistent comprennent la cathédrale de Durham, la cathédrale de Norwich et la cathédrale de Peterborough).
La deuxième étape a duré de 1100 à 1170 apr. J.-C., lorsque de nombreuses petites églises ont été construites et rénovées. Au cours de cette période, le style est devenu plus détaillé et ornemental. L'identification de ces dernières églises est rendue difficile par ce qu'on appelle le chevauchement saxo-normand, où de nombreux aspects anglo-saxons sont présents dans la maçonnerie. L'église de Kilpeck est identifiée comme datant du XIIe siècle en raison de ses contreforts plats et peu profonds, de son encorbellement emphatique et de son abside.

### Gothique

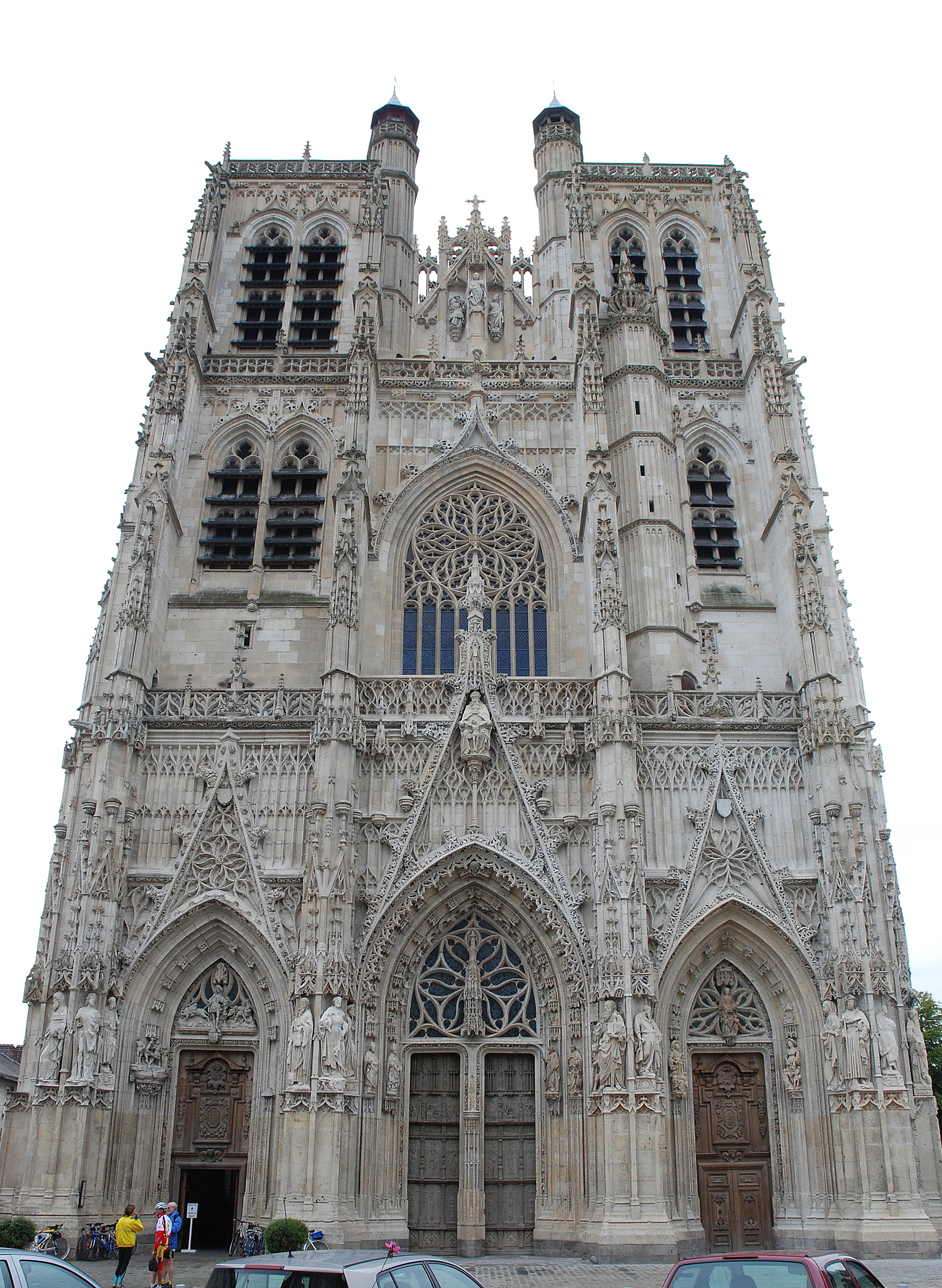
Collégiale Saint-Vulfran d'Abbeville (architecture gothique).

Les divers éléments de l'architecture gothique sont apparus dans un certain nombre de projets de construction des XIe et XIIe siècles, en particulier dans la région de l'Île de France, mais ils ont été combinés pour la première fois pour former ce que nous reconnaissons aujourd'hui comme un style typiquement gothique à l'église abbatiale de Saint-Denis du XIIe siècle près de Paris.
La verticalité est mise en avant dans l'architecture gothique, qui se caractérise par des structures en pierre presque squelettiques avec de grandes surfaces vitrées, des surfaces murales réduites soutenues par des arcs-boutants extérieurs, des arcs en ogive, des voûtes en pierre nervurées, des colonnes groupées, des pinacles et des flèches pointues. Les fenêtres contiennent des vitraux, montrant des histoires de la Bible et des vies de saints. Ces progrès en matière de conception ont permis aux cathédrales de s'élever plus haut que jamais, la caractéristique la plus remarquable de ce style étant le toit en forme de marteau.

## Autres espaces
- Architecture de la Rus' médiévale, archiecture russe de la période varègue

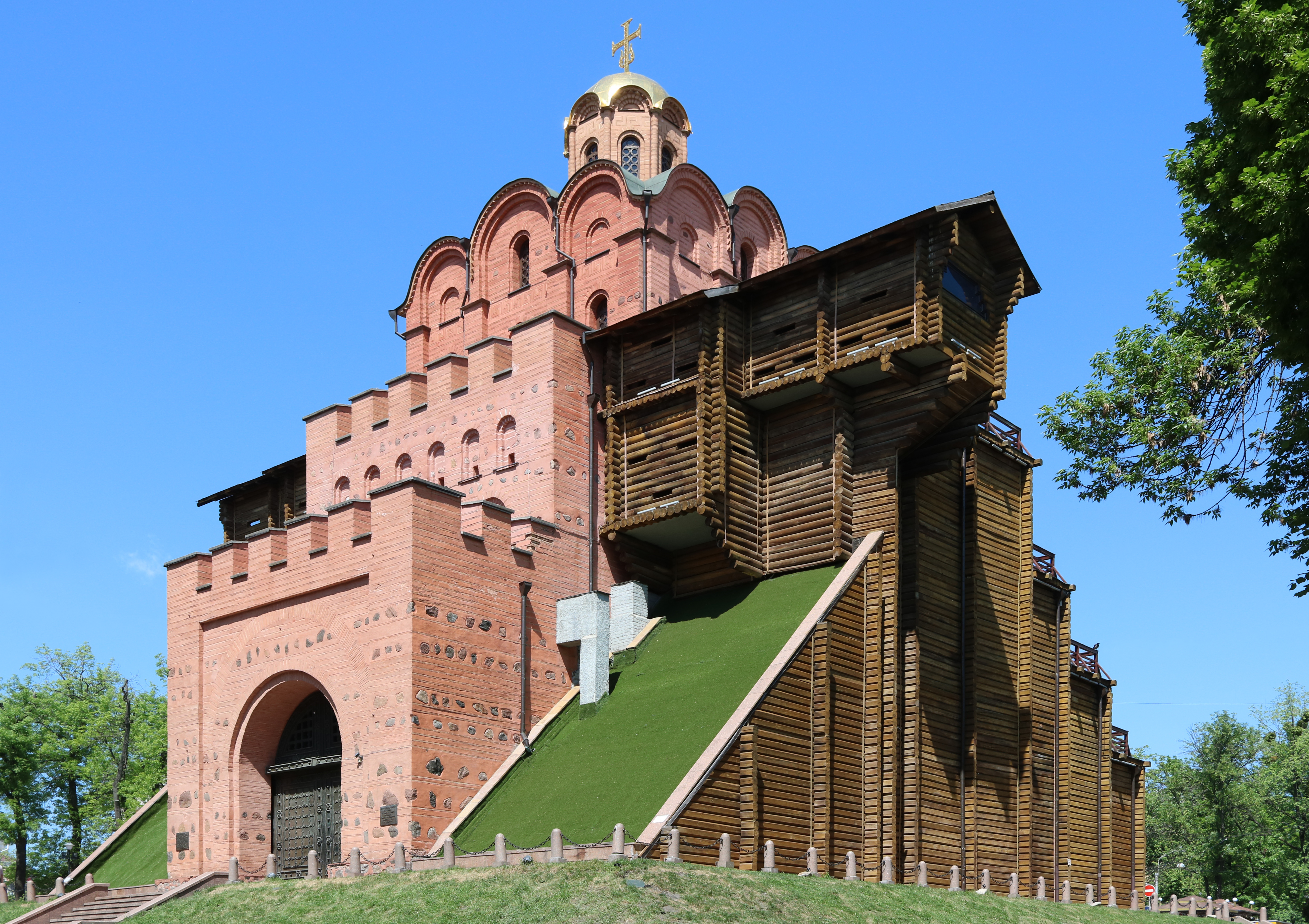
Porte dorée (Kiev) (1018)
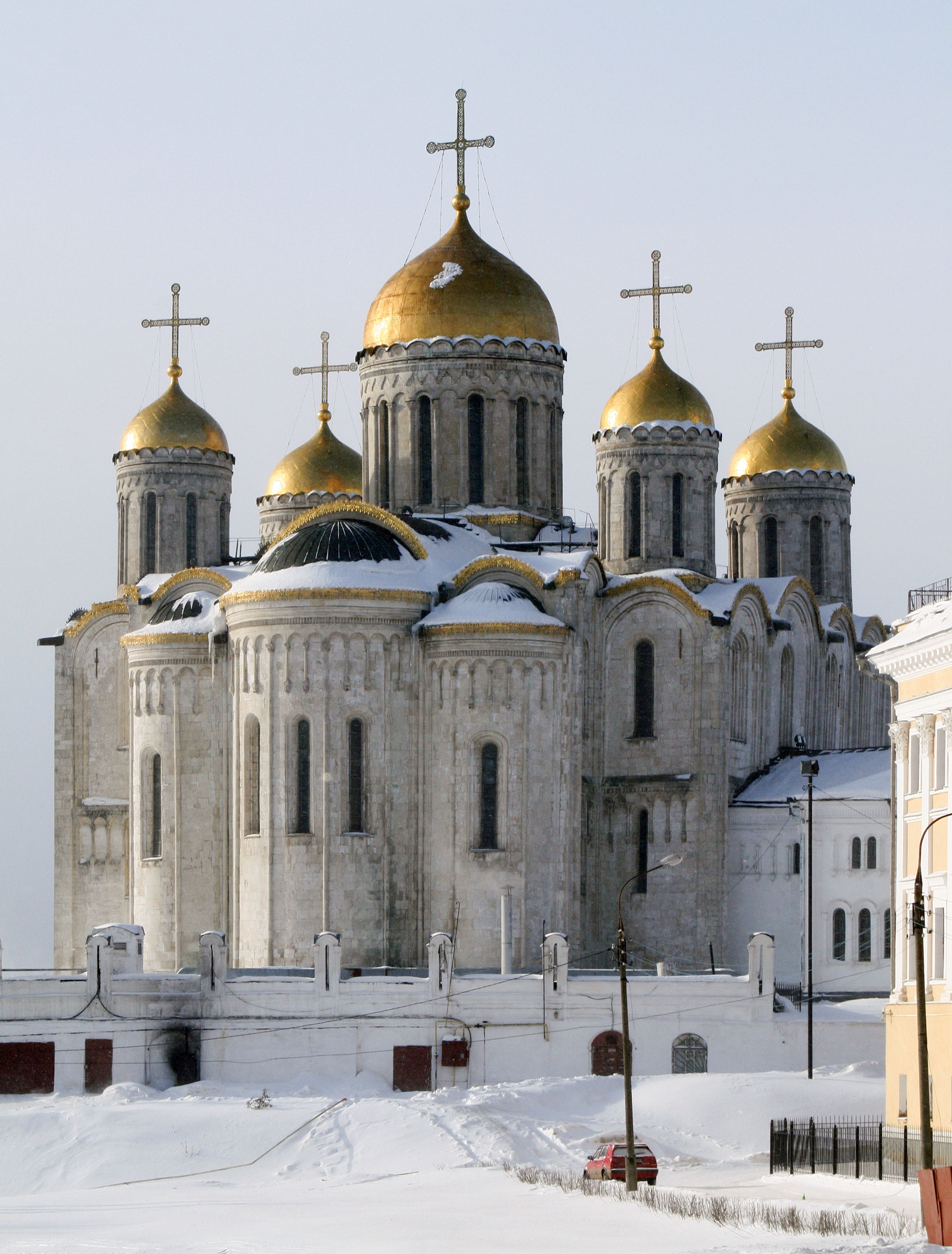
Cathédrale de la Dormition à Vladimir (1186—1189)

- Architecture arménienne

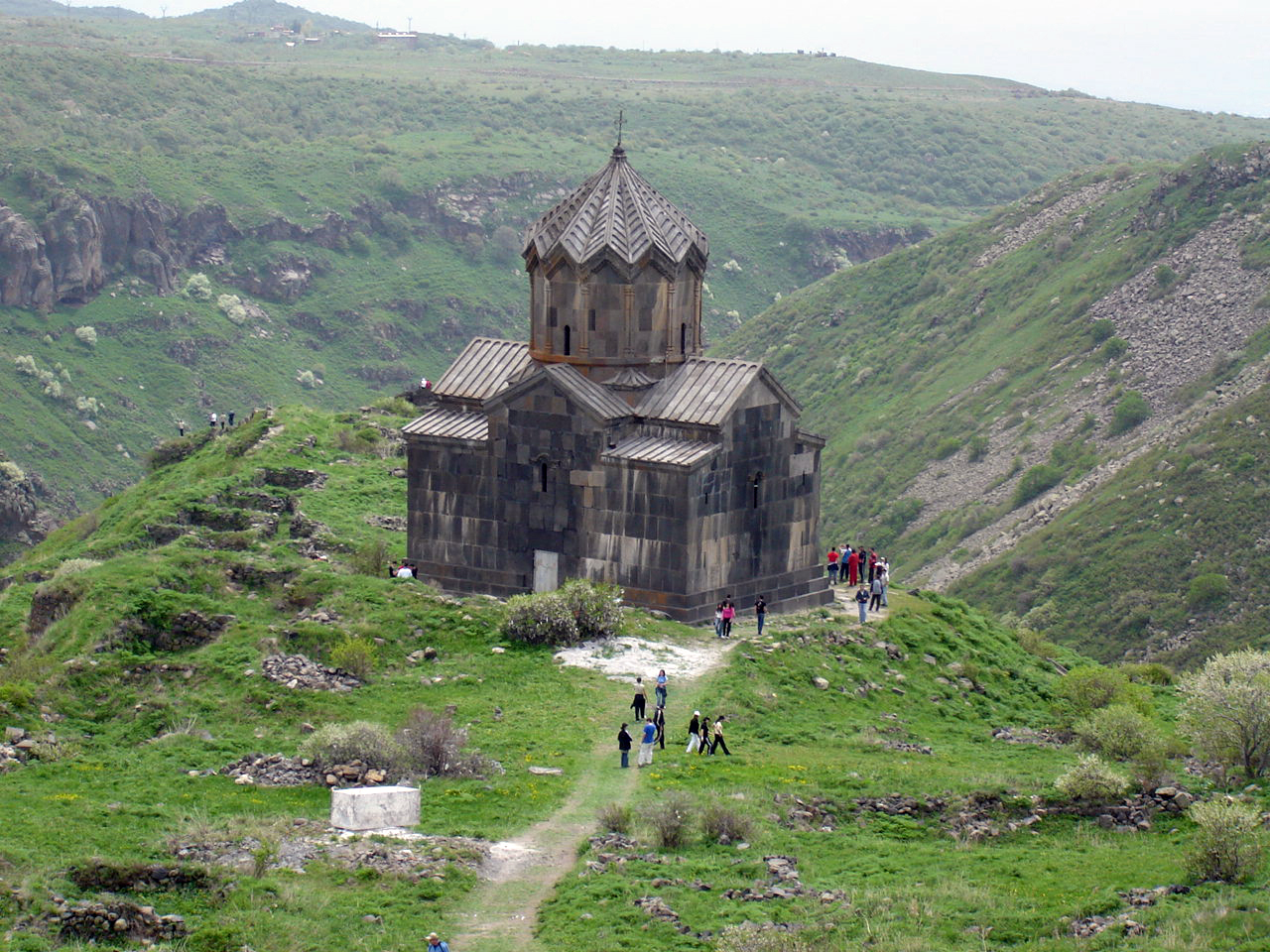
Église de Vahramashen (XIe siècle)
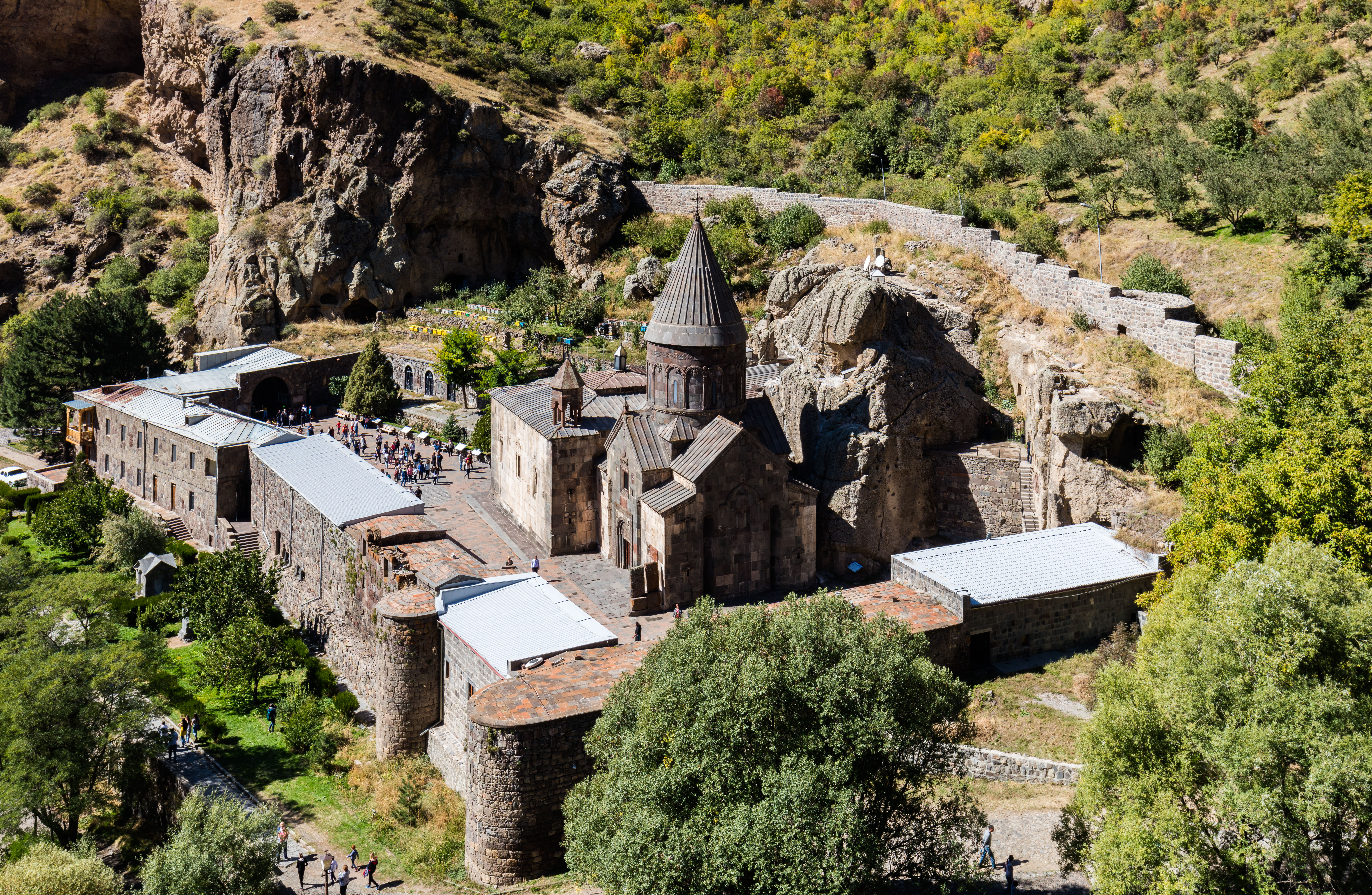
Monastère Geghard

- Architecture géorgienne

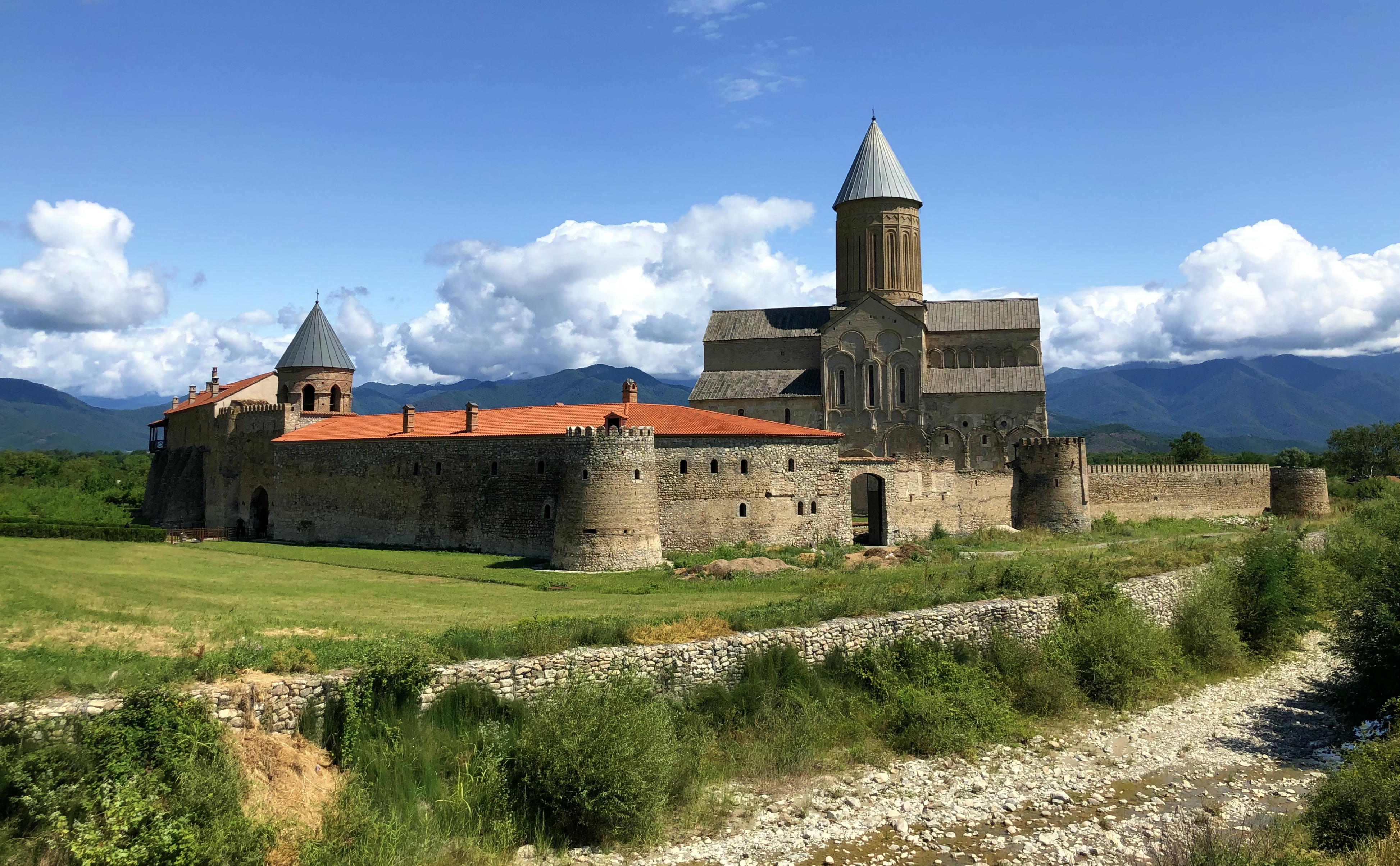
Monastère d'Alaverdi
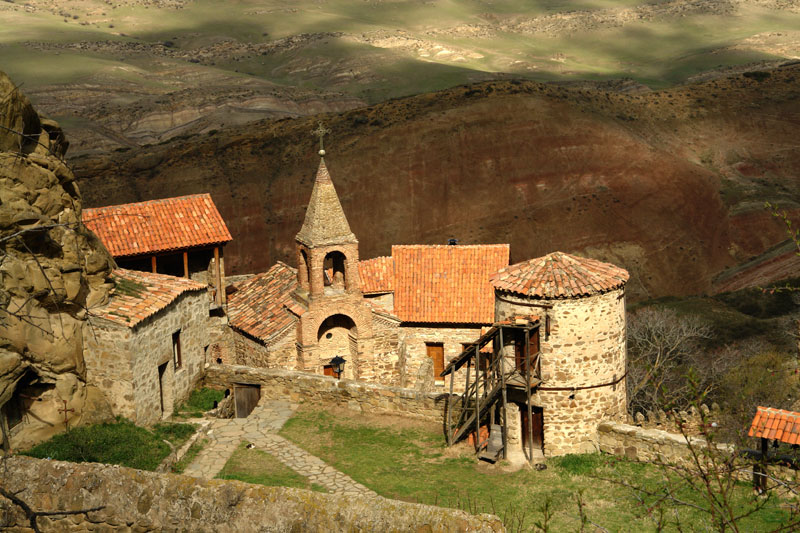
Monastère de David Garedja

- Art des Seldjoukides d'Iran, art des Seldjoukides d'Anatolie

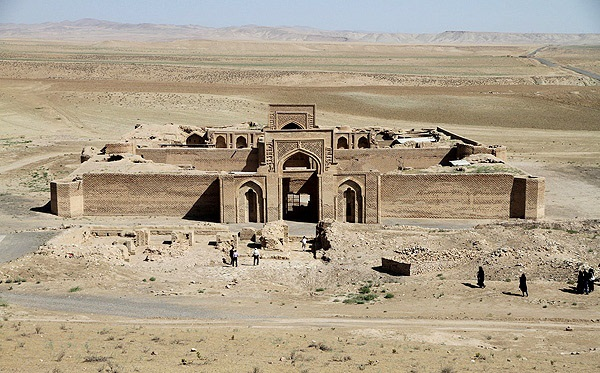
Caravansérail Ribate Charaf (1114-1115)
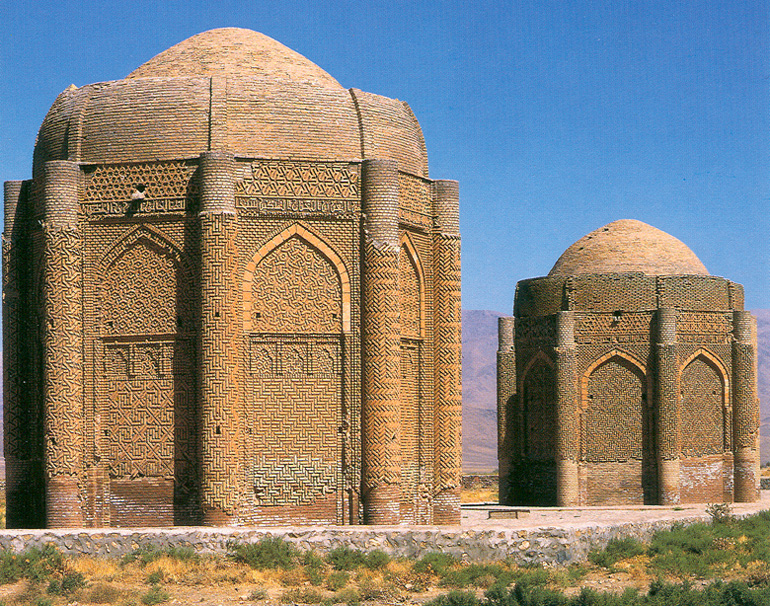
Tours de Kharraqan (1067 et 1093)

Églises rupestres de Lalibela (Éthiopie)

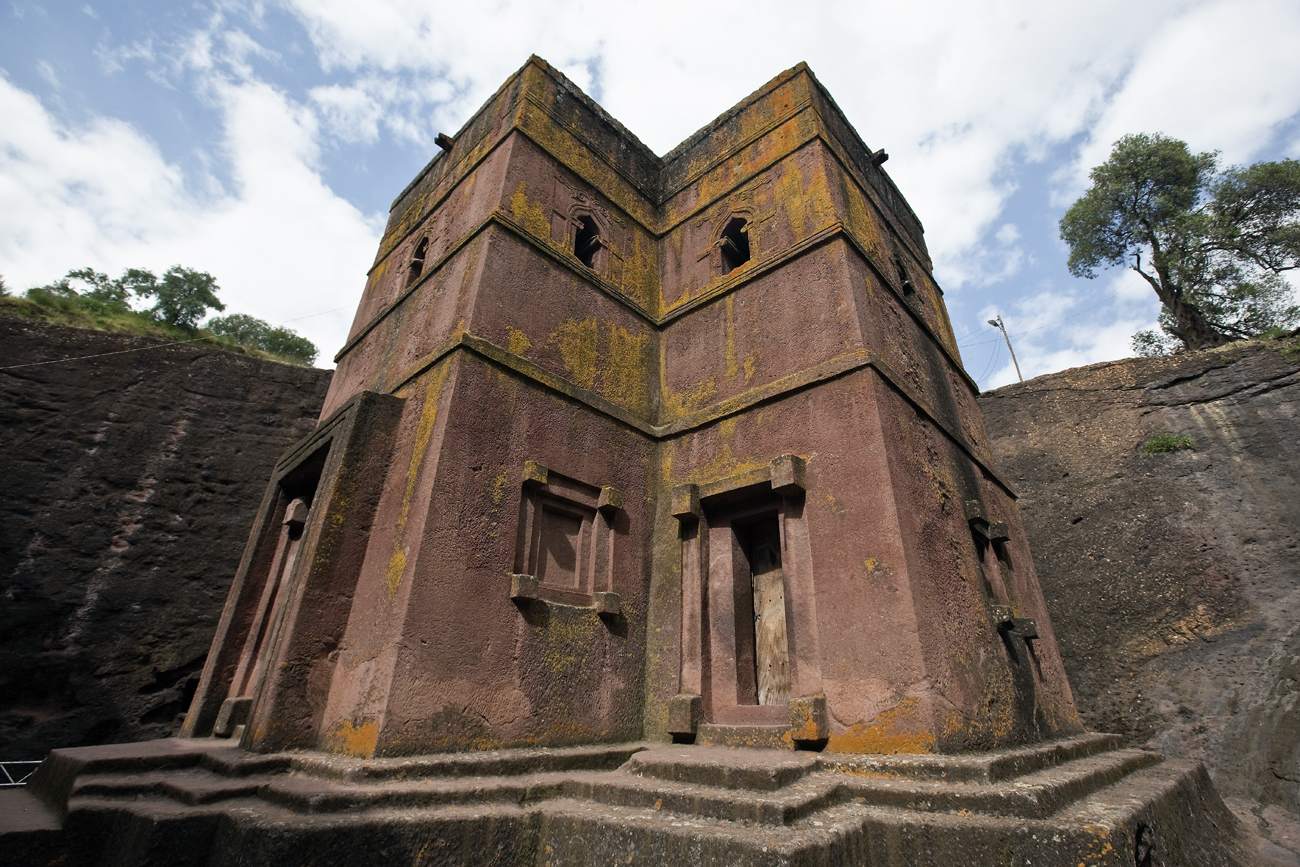
Bete Giyorgis (XIIe siècle)
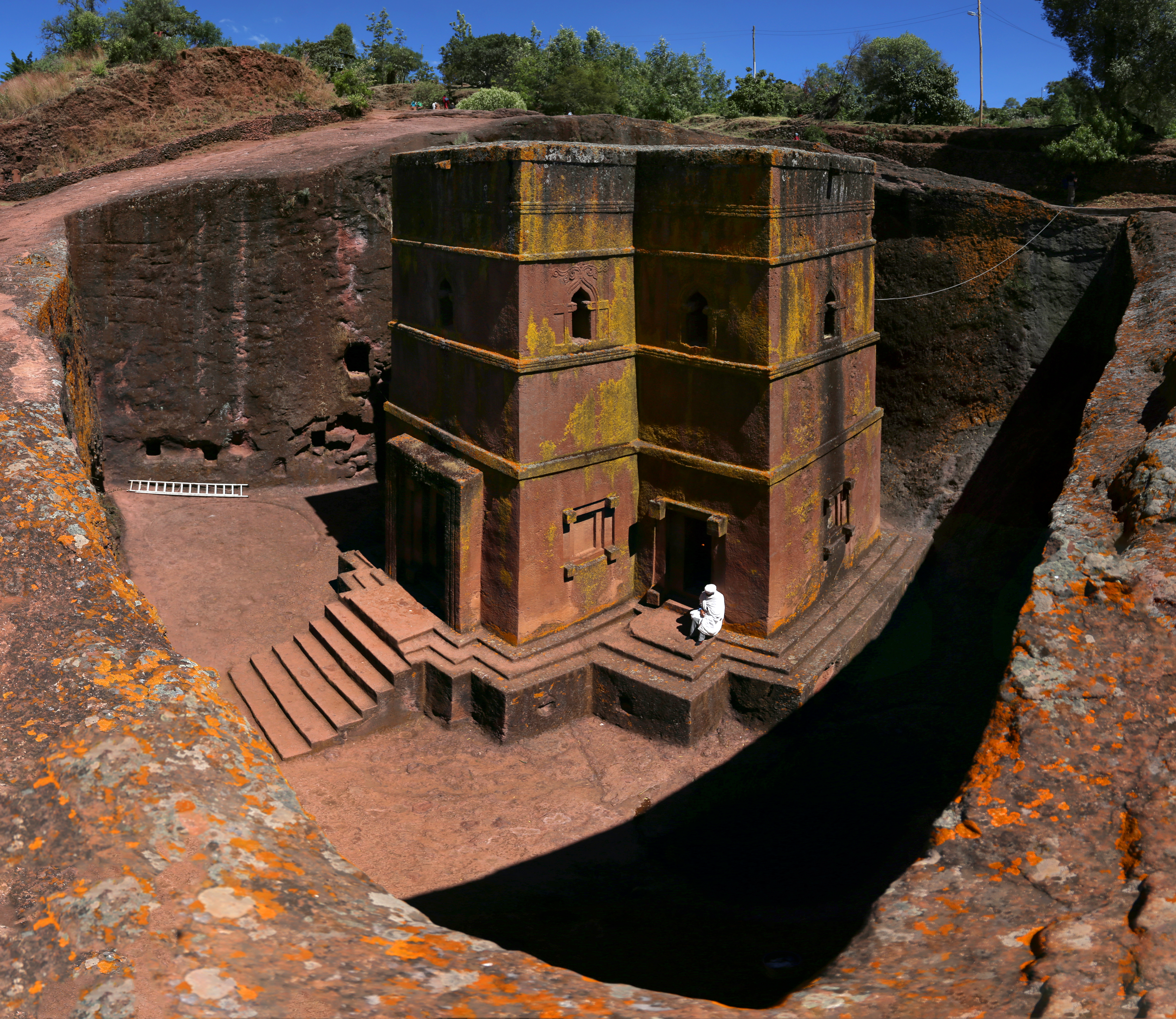
Bete Giyorgis